# Скербешів (гміна)
Гміна Скербешів (пол. Gmina Skierbieszów) — сільська гміна у східній Польщі. Належить до Замойського повіту Люблінського воєводства.
Станом на 31 грудня 2011 у гміні проживало 5486 осіб.

## Площа
Згідно з даними за 2007 рік площа гміни становила 139.17 км², у тому числі:
- орні землі: 80.00%
- ліси: 14.00%

Таким чином, площа гміни становить 7.43% площі повіту.

## Населення
Станом на 31 грудня 2011:
| Опис     | Загалом | Загалом | Чоловіки | Чоловіки | Жінки | Жінки |
| -------- | ------- | ------- | -------- | -------- | ----- | ----- |
| одиниця  | осіб    | %       | осіб     | %        | осіб  | %     |
| все      | 5486    | 100     | 2715     | 49.49    | 2771  | 50.51 |
| міське   | 0       | 100     | 0        |          | 0     |       |
| сільське | 5486    | 100     | 2715     | 49.49    | 2771  | 50.51 |

## Сусідні гміни
Гміна Скербешів межує з такими гмінами: Грабовець, Ізбиця, Краснічин, Сітно, Старе А, Замостя.